# Asplenium
Asplenium L. es un género de helechos, comúnmente tratados como único género de la familia de las Aspleniaceae, aunque algunas especies son ocasionalmente segregadas en sus propios géneros. Comprende 1918 especies descritas y de estas, solo 361 aceptadas.

## Descripción
Tienen rizoma corto, vertical, oblicuo o raramente rastrero, con paleas de oblongo-triangulares a linear-lanceoladas, algunas veces filiformes. Frondes fasciculadas; pecíolo negruzco, castaño oscuro o verdoso; lámina palmeada, subromboidal, linear, bifurcada o 1-4 pinnada, con nervadura abierta. Soros de elípticos a lineares; indusio lateral, semejante a los soros en forma y dimensión, abriéndose generalmente hacia el lado del nervio medio. Esporas monoletas, de elipsoidales a esferoidales, con perisporio de verrucoso a equinulado-retícula

## Usos
Pocas especies de estos helechos tiene importancia económica en el mercado de la horticultura. El Asplenium nidus y varias parecidas, de la misma especie, se comercian activamente. El helecho australiano Asplenium bulbiferum está a veces disponible en invernáculos, y también es de interés con el vinculado Asplenium viviparum, por sus muchos bulbillos en la fronda que puede desarrollar nuevas plantas; también compartida con el Asplenium rhizophyllum, y varias especies mexicanas, incluyendo Asplenium palmeri.  El Asplenium platyneuron de Norteamérica es también vendido en viveros como una planta fuerte. Sin embargo, muchos de estos helechos son epipétricos o epifíticos y difíciles de cultivar.
Algunas clasificaciones incluyen a Asplenium en el orden Aspleniales.
Las especies de Asplenium son alimento de las larvas de varios Lepidoptera incluyendo a Batrachedra bedelliella, que come exclusivamente a A. nidus.

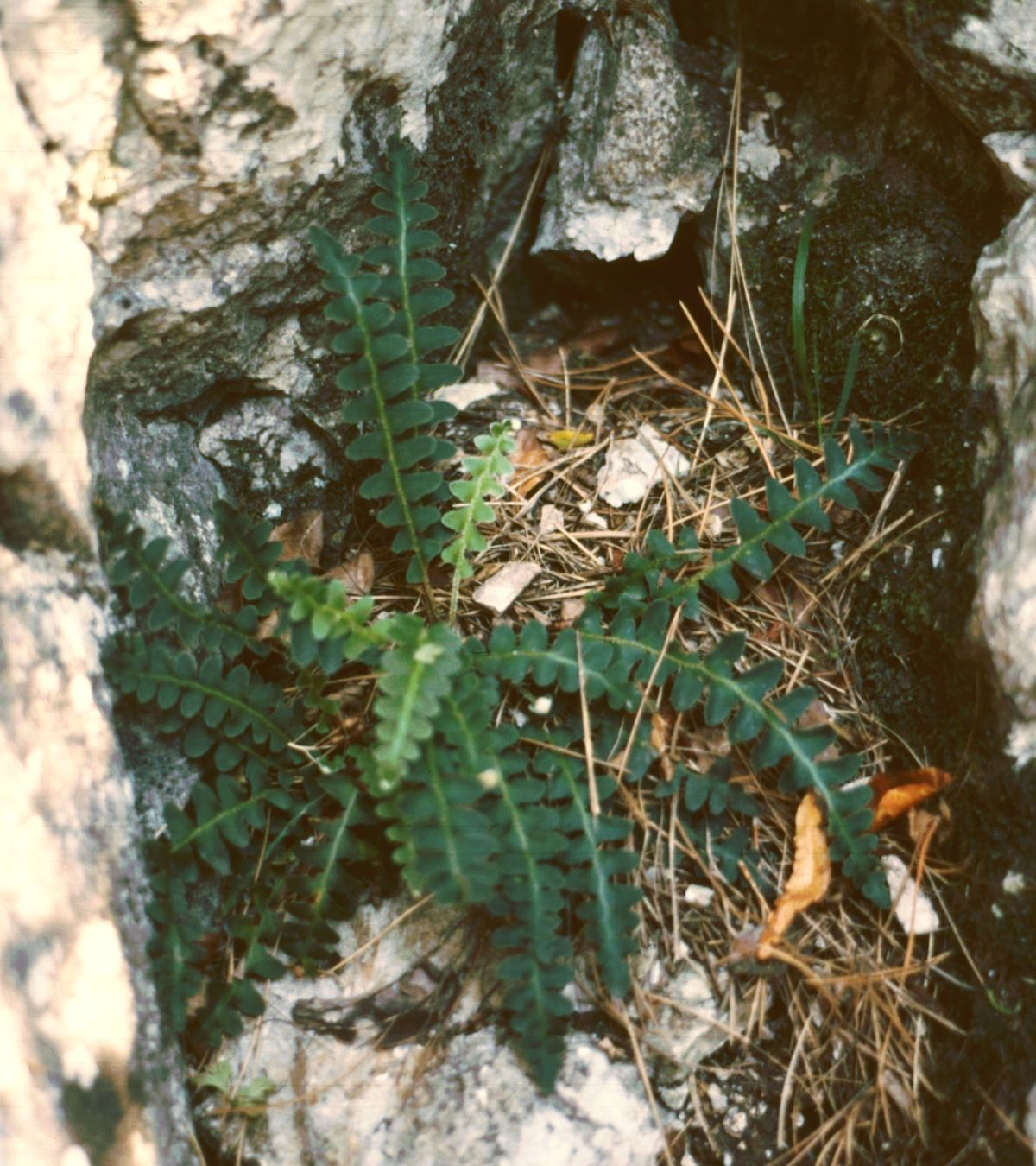
Asplenium ceterach
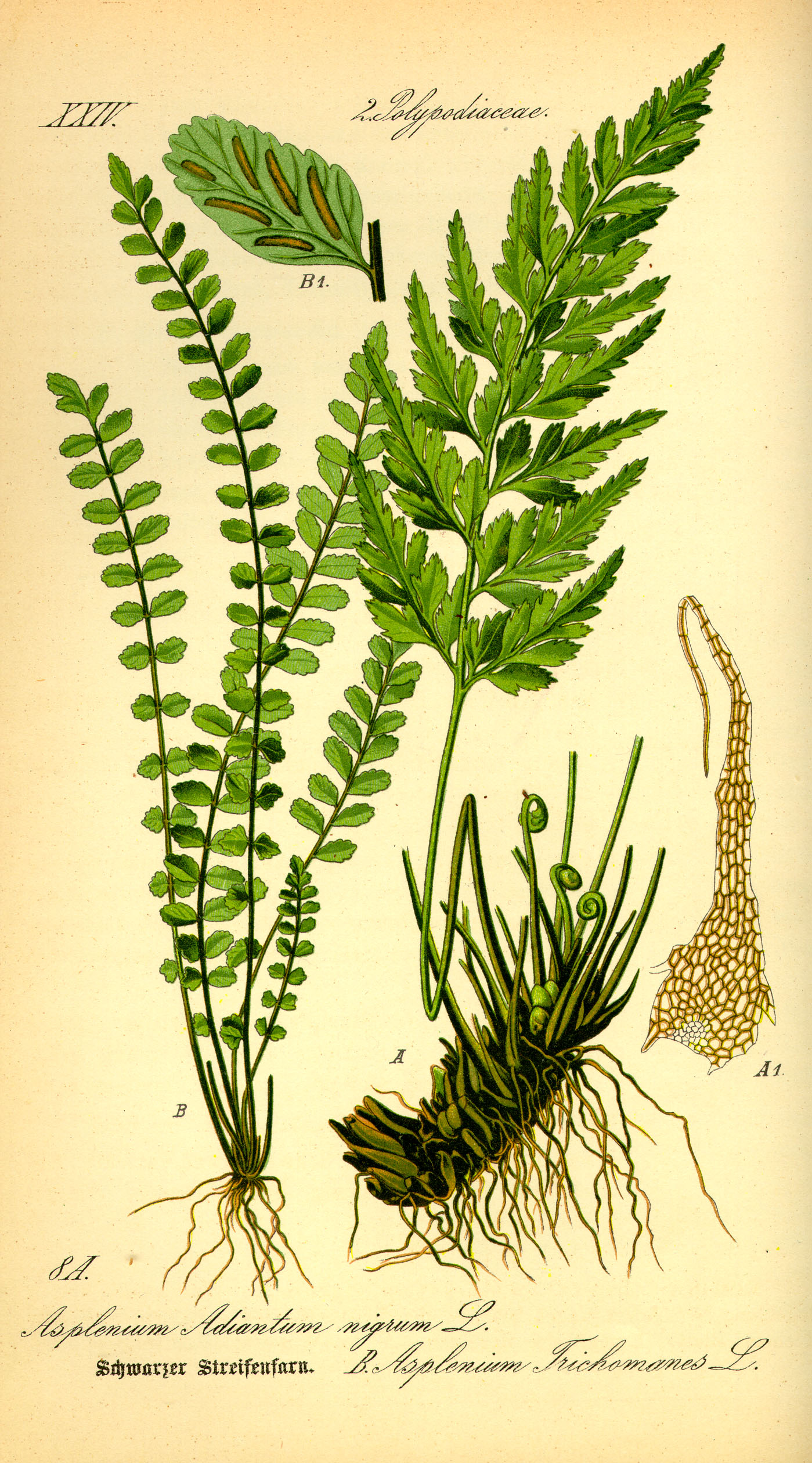
Asplenium trichomanes (izq.) y A. adiantum-nigrum (der.), de Thomé, Flora von Deutschland, Österreich und der Schweiz 1885
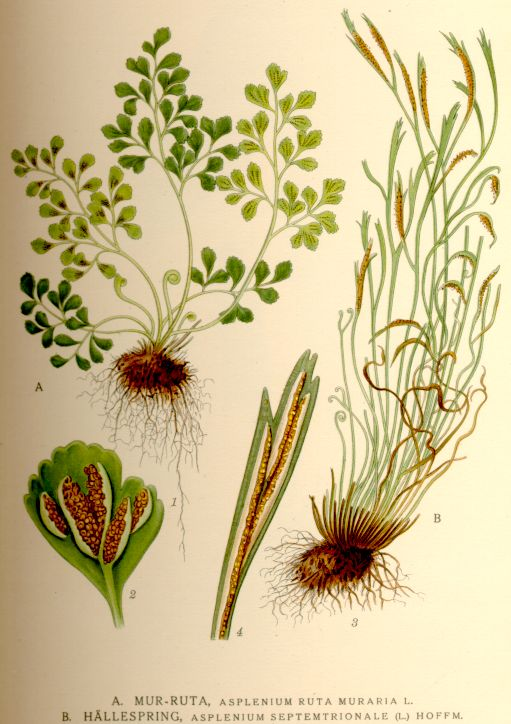
Asplenium ruta muraria (izq.) y A. septentrionale (der.), de Lindman, Bilder ur Nordens Flora 1917–1926

## Taxonomía
El género fue descrito por Carlos Linneo y publicado en Species Plantarum 2: 1078. 1753.
Etimología
Asplénium: nombre genérico del griego íasplénon = "doradilla". Hace referencia al uso terapéutico que se daba a estas plantas durante la Edad Media para curar enfermedades ligadas con el bazo (melancolía, supuestamente, causada por exceso de bilis negra). Así, Asplenium sería una adaptación al latín del griego "splen" (bazo).

## Algunas especies
| - Asplenium adiantum-nigrum - Asplenium adulterinum - Asplenium aethiopicum - Asplenium africanum - Asplenium antiquum - Asplenium attenuatum - Asplenium aureum (Ceterach aureum) - Asplenium auritum - Asplenium australasicum - Asplenium azomanes - Asplenium azoricum - Asplenium billotii - Asplenium bipinnatifidum - Asplenium brachycarpum - Asplenium bradleyi - Asplenium bulbiferum - Asplenium caudatum - Asplenium ceterach (Ceterach officinarum) - Asplenium cheilosorum - Asplenium crinicaule - Asplenium cristatum - Asplenium cuneifolium - Asplenium cymbifolium - Asplenium dalhousiae (Ceterach dalhousiae) - Asplenium dareoides - Asplenium daucifolium - Asplenium difforme - Asplenium dimorphum - Asplenium divaricatum - Asplenium dregeanum - Asplenium ebenoides - Asplenium fissum - Asplenium flabellifolium - Asplenium flaccidum - Asplenium fontanum - Culantrillo blanco menor - Asplenium forisiense - Asplenium formosum - Asplenium gemmiferum - Asplenium hemionitis - mularia - Asplenium hookerianum - Asplenium hybridum - Asplenium incisum - Asplenium laciniatum - Asplenium laserpitiifolium - Asplenium lepidum - Asplenium longissimum - Asplenium lunulatum - Asplenium lyallii - Asplenium majoricum - Asplenium marinum - Asplenium montanum - Asplenium musifolium - Asplenium nidus | - Asplenium normale - Asplenium obliquum - Asplenium oblongifolium - Asplenium obovatum - Asplenium obtusatum - Asplenium oligophlebium - Asplenium onopteris - Asplenium paleaceum - Asplenium petrarchae - Asplenium pinnatifidum - Asplenium planicaule - Asplenium platyneuron - Asplenium polyodon - Asplenium praemorsum - Asplenium prolongatum - Asplenium pteridioides - Asplenium resiliens - Asplenium rhizophyllum (Camptosorus rhizophyllus) - Asplenium richardii - Asplenium ruprechtii (Camptosorus sibiricus) - Asplenium ruta-muraria - Asplenium rustifolium - Asplenium sagittatum (Phyllitis sagittatum) - Asplenium sandersonii - Asplenium scleroprium - Asplenium scolopendrium (Phyllitis scolopendrium) - Asplenium seelosii - Asplenium septentrionale - Asplenium serra - Asplenium serratum - Asplenium shuttleworthianum - Asplenium simplicifrons - Asplenium splendens - Asplenium tenerum - Asplenium terrestre - Asplenium thunbergii - Asplenium trichomanes - Asplenium trichomanes ssp. barreraense (Asplenium X tubalense) - Asplenium trichomanes ssp. lucanum - Asplenium trichomanes ssp. malacitense - Asplenium trichomanes ssp. coriaceifolium (Asplenium azomanes) - Asplenium trichomanes ssp. inexpectans - Asplenium trichomanes ssp. quadrivalens - Asplenium unilaterale - Asplenium vieillardii - Asplenium viride - Asplenium vittiforme - Asplenium X orellii - Asplenium X reichsteinii - Asplenium X sollerense - Asplenium X tubalense - Asplenoceterach barrancense |